# Станиловский, Наум Самуилович
Наум Самуилович Станиловский (1938, Куйбышев — 1992, Москва) — советский юморист и поэт, работник журнала «Крокодил».

## Биография
Родился в Куйбышеве (Самара) в 1938 году.
В 1955 окончил школу № 12 и поступил на историко-филологический факультет Куйбышевского пединститута.
Преподавателем русского языка у Наума была Елена Сергеевна Скобликова, автор более 280 научных трудов, племянница Александра Николаевича Гвоздева. Самарец Борис Александрович Кожин вспоминает в своей статье :
Наум Станиловский (его мы все звали Нюма), блестящий острослов, он позднее работал в «Крокодиле», как-то сказал: «Ты знаешь, я думал, что меня нельзя было научить русскому языку. Но эта волчица Скобликова своего добилась, справилась, научила меня».
Борис Александрович описывает ещё одну историю про Бориса Свойского c участием Наума Станиловского:
Если ему надо было отправить письмо, скажем, к родной тетке в Ригу, то отправить его он мог через месяц, а то и через два. Забывал! Мог выйти из дома, мог дойти до почтового ящика, сунуть конверт в карман и уйти обратно. Рассеянный человек, к тому же плохо видел — очки спасали не всегда. Как-то его приятель Наум Станиловский, остряк и любитель розыгрышей, работавший в Москве в редакции журнала «Крокодил», увидел на столбе распределительный щит: «Борис, опусти наконец письмо в Ригу к тете Леле, иначе бабушка тебя убьет». Свойский долго совал письмо в щиток. Наум тут же подбежал к милиционеру: «Смотрите, это же ненормальный. Что он делает!..» Свойского задержали, потом, конечно, отпустили, но с этим письмом он ещё месяц ходил по городу
После окончания пединститута с середины 60-х Наум Станиловский переехал в Москву, где работал в журнале «Крокодил» и выступал автором сценариев для нескольких выпусков «Кабачка „13 стульев“», киножурнала «Фитиль».
Был женат дважды, имеет детей от обоих браков.
Первый брак со Поздняковой Любовью Федоровной, уроженкой Самары, родом из семьи кулугуров, ее мать Толстова Анфиса Ивановна, семья их была хорошо известна в Самаре до революции. От этого брака дочь.
Похоронен на Щербинском кладбище.

## Творческая деятельность
- цикл «Юморески», журнал Юность № 4, апрель 1966[5]
- микрорассказ «Очень страшная история», в соавторстве, журнал Пионер, 1970[6]
- стихотворение «Перед физкультурой», в соавторстве, журнал Пионер, 1970[7]
- сборник афоризмов «Мимоходом», антология «Нестор из Крокодила», 1972[8]
- рассказ «Свидание», журнал Юность, 1973[9]
- «Биография в объявлениях», газета Волжская коммуна, 25 августа 1974[10]
- рассказ «Пиявочка», журнал Юность, 1975[11]
- автор сценариев Кабачок «13 стульев»[12]
- автор сценариев киножурнал Фитиль[13].
- автор сценария сюжета 3-го выпуска киножурнала «Ералаш» «Интересная книга»[14]
- автор стихов песни «Кручина», муз. Алексей Чёрный, первый исполнитель Алла Пугачева[15]